# كاثرين كارزويل
كاثرين كارزويل (بالإنجليزية: Catherine Carswell)‏ (27 مارس 1879، غلاسكو في المملكة المتحدة - 19 مارس 1946، أكسفورد في المملكة المتحدة)؛ صحفية، كاتِبة وروائية بريطانية. درست في جامعة غلاسكو.